# Apostelbrüder
Apostoliker, auch Apostelbrüder oder Angehörige des Apostelordens genannt, bezeichnet die Anhänger verschiedener Sekten, die auf Grund wahrgenommener Verweltlichung der Kirche Rückkehr zu apostolischer Einfachheit forderten.
Die im 3. und 4. Jahrhundert in Kleinasien auftretenden Apostoliker (auch Apotaktiken genannt) hielten Besitz und Ehe für unvereinbar mit der Erlösung, ihre Bewegung wurde jedoch bald unterdrückt. Im 12. Jahrhundert bezeichnete sich ein Teil der Katharer am Niederrhein als Apostoliker.
In erster Linie bezeichnet der Name aber die Anhänger einer im 13. Jahrhundert in Oberitalien entstandenen antikirchlichen Partei, die dort später von der Inquisition verfolgt wurde. Ihr Stifter war Gerardo Segarelli, ein Händler aus Parma, der seinen Gütern entsagte und ab 1260 wie die Apostel gekleidet, bettelnd und Buße predigend das Land durchzog.
Das 2. Konzil von Lyon untersagte 1274 die Institutionalisierung neuer Bettelorden ohne päpstliche Billigung und Papst Gregor X. verurteilte im selben Jahr die Bewegung der Apostoliker scharf, was von Papst Nikolaus IV. 1290 bestätigt wurde. Segarelli wurde daher um das Jahr 1280 vom Bischof von Parma gefangengesetzt und 1286 aus der Diözese verbannt. 1294 wurde er erneut gefangen genommen und zu lebenslanger Haft verurteilt, nachdem er seinen Lehren abgeschworen hatte. Wegen Rückfalls in seine Häresie angeklagt und verurteilt, wurde er am 18. Juli 1300 in Parma verbrannt.
Zum Nachfolger Segarellis als Führer der Apostoliker erklärte sich Fra Dolcino, der in prophetischen Sendschreiben den Untergang des Papsttums und das Erscheinen eines endzeitlichen Kaisers zu beschwören begann. Nachdem Dolcino und seine Anhänger sich der Verfolgung durch die Inquisition zunächst als Wanderprediger im Untergrund entzogen hatten, gingen sie ab 1304 zu offenem militärischem Widerstand über. Sie verschanzten sich auf einem Berg namens „Parete Calva“ und begannen in den umliegenden Diözesen Novara und Vercelli einen Guerillakrieg gegen das gegen sie aufgebotene Militär, wobei sie ihren Unterhalt durch Raubzüge und Brandschatzungen in der Umgebung sicherten.
Schließlich gelang es dem Bischof von Vercelli, die Dolcinellen auf ihrem Berg einzuschließen, auszuhungern und gefangen zu nehmen. Dolcino wurde zusammen mit seiner Gefährtin und „spirituellen Schwester“ Margareta sowie 150 seiner Anhänger am 1. Juni 1307 auf dem Scheiterhaufen verbrannt, was im Wesentlichen das Ende der Bewegung bedeutete, obwohl es in den folgenden Jahrzehnten einige Male in Norditalien, Spanien und Frankreich zu erneutem kurzen Aufflammen kam.